# Chêne-Bougeries
Chêne-Bougeries ist eine politische Gemeinde des Kantons Genf in der Schweiz.

## Geografie
Die ländliche Gemeinde befindet sich links des Genfersees und rechts der Seymaz und umfasst die Quartiere Grange-Canal, Malagnou, Le Vallon, La Pommière und Conches sowie die Ende des 20. Jahrhunderts neu gebauten Wohnblockquartiere La Gradelle und La Montagne.

## Geschichte
1536 wurde der Weiler Chêne durch die Berner besetzt. 1564 blieb Chêne bei Genf. Beim Vertrag von Turin 1754 gelangte das linke Ufer der Seymaz zu Savoyen, während das rechte Ufer bei Genf und somit reformiert blieb. Chêne wurde somit in das Genfer Chêne-Bougeries und das Savoyer Chêne-Bourg aufgeteilt.
Erwähnt wurde die Gemeinde um 1270 als Quercus und um 1801 als Chêne-les-Bougeries.

## Bevölkerung
| Bevölkerungsentwicklung | Bevölkerungsentwicklung | Bevölkerungsentwicklung | Bevölkerungsentwicklung | Bevölkerungsentwicklung | Bevölkerungsentwicklung | Bevölkerungsentwicklung | Bevölkerungsentwicklung | Bevölkerungsentwicklung | Bevölkerungsentwicklung | Bevölkerungsentwicklung |
| ----------------------- | ----------------------- | ----------------------- | ----------------------- | ----------------------- | ----------------------- | ----------------------- | ----------------------- | ----------------------- | ----------------------- | ----------------------- |
| Jahr                    | 1815                    | 1850                    | 1900                    | 1950                    | 1970                    | 2000                    | 2010                    | 2012                    | 2014                    | 2017                    |
| Einwohner               | 728                     | 1041                    | 2131                    | 4339                    | 8670                    | 9759                    | 10'400                  | 10'530                  | 11'105                  | 11'669                  |

## Politik

### Legislative – Gemeinderat
- Grüne: 6
- Alternatives: 2
- Ici-Hors partis: 4
- Renouveau: 4
- FDP: 11

Die gesetzgeberische Gewalt wird durch den Munizipalrat (Conseil municipal) wahrgenommen. Er zählt 27 Sitze und wird alle fünf Jahre direkt vom Volk im Proporzwahlverfahren mit einer 7-Prozent-Hürde gewählt. Der Munizipalrat bestimmt das Stadtbudget und stimmt über Vorlagen der Stadtregierung (Conseil administratif) ab. Ausserdem kann er selber Vorstösse lancieren. Die oben stehende Grafik zeigt die Sitzverteilung nach den letzten Gemeindewahlen vom März 2025.

## Persönlichkeiten
- Während 24 Jahren wirkte der reformierte Theologe und Bibelübersetzer Louis Segond (1810–1885) als Pfarrer in Chêne-Bougeries.
- Horace Bénédict de Saussure wurde am 17. Februar 1740 in Chêne-Bougeries im Ortsteil Conches geboren († 22. Januar 1799 in Genf); er war ein bedeutender Naturforscher, Alpinist und Erfinder.
- Marc Héridier (1840–1919), Jurist und Politiker
- Frédéric Raisin (1851–1923), Jurist, Politiker und Kunstsammler
- Der französische Trompeter Erik Truffaz wurde hier am 3. April 1960 geboren.
- Der Schriftsteller und Maler Albert J. Welti (1894–1965) hatte seinen Arbeitsort in Chêne-Bougeries.
- Der Schriftsteller Léon Bopp (1896–1977) wohnte ab 1926 im Quartier Grange-Canal.
- Aloys Werner (1916–2008), Neurochirurg und Politiker
- Ulrich Becker (* 1930), deutscher evangelischer Theologe und Hochschullehrer, wohnte in Chêne-Bougeries
- Kevin Mbabu (* 1995), Fussballspieler
- Kilian Pagliuca (* 1996), Fussballspieler
- Léo Le Blé Jaques (* 1997), französischer Snowboarder
- Kevin Kuhn (* 1998), Radrennfahrer
- Guillaume Furrer (* 2001), Fussballspieler
- Nicolas Vouilloz (* 2001), Fussballspieler
- Noah Henchoz (* 2002), Fussballspieler